# カイル・エドマンド
カイル・エドマンド（Kyle Edmund、 1995年1月8日 - ）は、イギリスの男子プロテニス選手。南アフリカ共和国・ヨハネスブルグ出身。「カイル・エドムンド」「カイル・エドモンド」とも表記される。ATP自己最高ランクはシングルス14位、ダブルス146位。これまでにATPツアーでシングルス2勝、ダブルス1勝を挙げている。身長188cm、体重83kg。右利き、バックハンド・ストロークは両手打ち。

## 選手経歴

### ジュニア時代
2012年全米オープンのジュニア男子ダブルスではポルトガルのフレデリコ・フェレイラ・シルバと組んで優勝。2013年全仏オープンのジュニア男子ダブルスでも同じペアで優勝を果たしている。シングルスでは2011年全米オープンと2013年ウィンブルドン選手権でベスト4進出がある。

#### ジュニアグランドスラム男子ダブルス
| 結果 | 年   | 大会         | サーフェス | パートナー                     | 対戦相手                                | スコア           |
| ---- | ---- | ------------ | ---------- | ------------------------------ | --------------------------------------- | ---------------- |
| 優勝 | 2012 | 全米オープン | ハード     | フレデリコ・フェレイラ・シルバ | ニック・キリオス ジョーダン・トンプソン | 5–7, 6–4, [10–6] |
| 優勝 | 2013 | 全仏オープン | クレー     | フレデリコ・フェレイラ・シルバ | クリスティアン・ガリン ニコラス・ハリー | 6–3, 6–3         |

### 2013年 プロ転向
2013年のエイゴン選手権でツアー初出場を果たす。1回戦でグレガ・ゼムリャに敗れた。同年のウィンブルドンでワイルドカードを獲得し、グランドスラム初出場を果たす。1回戦で第24シードでベスト4に進出したイェジ・ヤノビッチに敗れた。年間最終ランキングは376位。

### 2014年 チャレンジャー準優勝
2014年の慶応チャレンジャーでATPチャレンジャーツアーの決勝に初進出。決勝でジョン・ミルマンに敗れた。年間最終ランキングは194位。

### 2015年 デビス杯初優勝
2015年の香港チャレンジャーでチャレンジャー初優勝を果たす。この年はこれを含めてチャレンジャーで3勝を挙げた。全仏オープンでは1回戦でステファン・ロベールを2-6, 6-3, 6-4, 5-7, 6-2で破り、グランドスラム初勝利を上げる。2回戦は試合前に棄権した。
デビスカップ2015では決勝のベルギー戦でイギリス代表に初選出される。第1戦でベルギーのエースのダビド・ゴファンと対戦し、第1,2セットを取るも、6–3, 6–1, 2–6, 1–6, 0–6で敗れた。イギリスはアンディ・マリーとジェイミー・マリーのマレー兄弟の活躍で79年ぶりのデビスカップ優勝を果たした。年間最終ランキングは102位。

### 2016年 トップ50入り
カタール・エクソンモービル・オープンでは予選を勝ち上がると、自身初のツアーベスト8に進出。準々決勝でトマーシュ・ベルディヒに敗れた。マイアミ・オープンでは1回戦でイジー・ベセリーを破り、マスターズ1000初勝利を上げる。2回戦では世界ランク1位のノバク・ジョコビッチに3-6, 3-6で敗れた。全仏オープンでは2回戦でジョン・イズナーに敗れた。エイゴン選手権では1回戦で第8シードのジル・シモンを破ると、2回戦でポール＝アンリ・マチューを破り、ベスト8に進出。準々決勝ではイギリスの先輩のアンディ・マリーと対戦し、4-6, 6-3, 1-6で敗れた。デビスカップ2016では準々決勝のセルビア戦に出場。第1戦で元世界ランク8位のヤンコ・ティプサレビッチを破り、デビスカップ初勝利を上げる。第4戦でもドゥシャン・ラヨビッチを破り、イギリスの準決勝進出に貢献した。初出場の全米オープンでは1回戦で第13シードのリシャール・ガスケに6-2, 6-2, 6-3でストレート勝ち、3回戦で第20シードのジョン・イズナーに6-4, 3-6, 6-2, 7-6(5)で勝利し、自身初のグランドスラム4回戦進出を果たした。4回戦では世界ランク1位のノバク・ジョコビッチに2-6, 1-6, 4-6で敗れた。10月24日付の世界ランキングでエドマンドは40位となった。年間最終ランキングは45位。

### 2017年 グランドスラム3回戦進出
2017年全豪オープンでは初めて2回戦に進出するもパブロ・カレーニョ・ブスタに敗れた。全仏オープンでは初の3回戦進出を果たした。年間最終ランキングは50位。

### 2018年 全豪ベスト4 ツアー初優勝 トップ15入り
2018年全豪オープンでは1回戦で第11シードのケビン・アンダーソンを破って波に乗ると、勢いのまま続く2回戦、3回戦を突破。ベスト8入りをかけた4回戦でもアンドレアス・セッピを降してベスト8進出を決め、続く第3シードのグリゴール・ディミトロフとの対戦となった準々決勝でも6-4, 3-6, 6-3, 6-4でディミトロフを破りノーシードからのベスト4入りを果たす。準決勝で第6シードのマリン・チリッチに2-6, 6-7(4), 2-6で敗れた。4月のハサン2世グランプリで、ATPツアーで初めて決勝進出するもパブロ・アンドゥハルに敗れた。5月のエストリル・オープンで、キャメロン・ノーリーとのペアでダブルスでのツアー初優勝を記録。ムチュア・マドリード・オープンではマスターズ1000で初のベスト8進出。大会後のランキングで19位となり初のトップ20入りを果たす。10月のヨーロピアン・オープンで2度目の決勝進出、決勝でガエル・モンフィスに勝利しシングルス初優勝を果した。年間最終ランキングは14位。

### 2019年 トップ50圏外
2019年は全体として揮わず、トップ50から落ちた。年間最終ランキングは69位。

### 2020年 ATP杯ベスト8 ツアー2勝目
ATPカップではイギリス代表として、グループステージを突破し、ベスト8入りを果たした。2月のニューヨーク・オープンでツアー2勝目を挙げた。年間最終ランキングは48位。

### 2025年 引退
7月、ノッティンガム・チャレンジャー3では決勝でジャック・ピニントン・ジョーンズに4-6, 6-7(1)のストレートで敗れ、準優勝を飾った。
8月19日に自身のSNSを更新し、現役を引退すると発表し「これまでの道のりを振り返り、少しずつ整理して考えようとしても難しいです。ただ、過去の怪我のことを考えると、これが正しいタイミングだと感じました。特に2020年、2021年の頃は手術を3回受け、復帰を目指して4〜5年間努力しましたが、その間には浮き沈みもありました。でも、目標や達成したいレベルに完全には戻れませんでした。それが引退を決めた主な理由です。ただ今後数週間、数ヵ月は振り返る時間に充てたり、さまざまなことに挑戦したり、家族と過ごす時間を増やしたりしながら、これまでの道のりを噛みしめたいと思います」とコメントした。

## ATPツアー決勝進出結果

### シングルス: 3回 (2勝1敗)
| 大会グレード                    |
| グランドスラム (0–0)            |
| ATPファイナルズ (0–0)           |
| ATPツアー・マスターズ1000 (0–0) |
| ATPツアー・500シリーズ (0–0)    |
| ATPツアー・250シリーズ (2–1)    |

| サーフェス別タイトル |
| ハード (2–0)         |
| クレー (0–1)         |
| 芝 (0–0)             |

| 結果   | No. | 決勝日         | 大会         | サーフェス    | 対戦相手             | スコア                  |
| ------ | --- | -------------- | ------------ | ------------- | -------------------- | ----------------------- |
| 準優勝 | 1.  | 2018年4月15日  | マラケシュ   | クレー        | パブロ・アンドゥハル | 2–6, 2–6                |
| 優勝   | 1.  | 2018年10月21日 | アントワープ | ハード (室内) | ガエル・モンフィス   | 3–6, 7–6(7-2), 7–6(7-4) |
| 優勝   | 2.  | 2020年2月16日  | ニューヨーク | ハード (室内) | アンドレアス・セッピ | 7–5, 6–1                |

### ダブルス: 1回 (1勝0敗)
| 結果 | No. | 決勝日       | 大会       | サーフェス | パートナー           | 対戦相手                                | スコア   |
| ---- | --- | ------------ | ---------- | ---------- | -------------------- | --------------------------------------- | -------- |
| 優勝 | 1.  | 2018年5月6日 | エストリル | クレー     | キャメロン・ノーリー | ウェスリー・クールホフ アルテム・シタク | 6–4, 6–2 |

## デビスカップ

#### 優勝 (1)
| 年     | イギリスチーム | ラウンド/相手                                                                                                 |
| ------ | --- | --- |
| 2015年 | アンディ・マリー ジェームズ・ウォード ダニエル・エバンス カイル・エドマンド ジェイミー・マリー ドミニク・イングロット | 1R: イギリス 3–2 アメリカ QF: イギリス 3–1 フランス SF: イギリス 3–2 オーストラリア FN: ベルギー 1–3 イギリス |

## 成績

### 4大大会シングルス
略語の説明
| W | F | SF | QF | #R | RR | Q# | LQ | A | Z# | PO | G | S | B | NMS | P | NH |

W=優勝, F=準優勝, SF=ベスト4, QF=ベスト8, #R=#回戦敗退, RR=ラウンドロビン敗退, Q#=予選#回戦敗退, LQ=予選敗退, A=大会不参加, Z#=デビスカップ/BJKカップ地域ゾーン, PO=デビスカップ/BJKカッププレーオフ, G=オリンピック金メダル, S=オリンピック銀メダル, B=オリンピック銅メダル, NMS=マスターズシリーズから降格, P=開催延期, NH=開催なし.
| 大会           | 2013 | 2014 | 2015 | 2016 | 2017 | 2018 | 2019 | 2020 | 通算成績 |
| -------------- | ---- | ---- | ---- | ---- | ---- | ---- | ---- | ---- | -------- |
| 全豪オープン   | A    | A    | 1R   | 1R   | 2R   | SF   | 1R   | 1R   | 6–6      |
| 全仏オープン   | A    | A    | 2R   | 2R   | 3R   | 3R   | 2R   |      | 7–5      |
| ウィンブルドン | 1R   | 1R   | 1R   | 1R   | 2R   | 3R   | 2R   | NH   | 4–7      |
| 全米オープン   | A    | A    | LQ   | 4R   | 3R   | 1R   | 1R   | 2R   | 6–5      |

### 大会最高成績
| 大会                 | 成績 | 年       |
| -------------------- | ---- | -------- |
| ツアーファイナル     | A    | 出場なし |
| インディアンウェルズ | 4R   | 2019     |
| マイアミ             | 4R   | 2019     |
| モンテカルロ         | 2R   | 2017     |
| マドリード           | QF   | 2018     |
| ローマ               | 3R   | 2018     |
| カナダ               | 2R   | 2019     |
| シンシナティ         | 2R   | 2018     |
| 上海                 | QF   | 2018     |
| パリ                 | 3R   | 2019     |
| オリンピック         | 2R   | 2016     |
| デビスカップ         | W    | 2015     |
| ATPカップ            | QF   | 2020     |